# .dd
Pour les articles homonymes, voir DD.
.dd (ISO 3166-1) est le domaine de premier niveau national autrefois réservé à la République démocratique allemande (Deutsche Demokratische Republik). La réunification de l'Allemagne a rendu inutile l'usage de ce code, qui a été supprimé en 1990.
Les seules utilisations de ce code furent en interne aux niveaux de l'université d'Iéna et de l'université technique de Dresde.